# Christian Vande Velde
Christian Vande Velde (* 22. Mai 1976 in Lemont, Illinois) ist ein ehemaliger US-amerikanischer Radrennfahrer. Er nahm mehrfach an der Tour de France als Helfer erfolgreicher Fahrer teil und platzierte sich zwei Mal unter den ersten Zehn. Am Ende seiner Karriere gestand er Dopinggebrauch und wurde gesperrt.

## Werdegang
Christian Vande Velde wurde 1998 Profi beim US Postal Service Pro Cycling Team. Sowohl 1999 als auch 2001 verhalf er als Teil dieser  Mannschaft Lance Armstrong zu zwei seiner sieben später wegen Doping aberkannten Tour-de-France-Siegen. In der Zeit konnte er 1999 auch sein erstes Etappenrennen gewinnen, die Redlands Bicycle Classics. In den Jahren von 2003 bis 2007 unterstützte er als Edel-Helfer seine jeweiligen Team-Kapitäne, so z. B. Carlos Sastre beim Team CSC. Der bedeutendste individuelle Erfolg in dieser Zeit war der Gewinn der Luxemburg-Rundfahrt 2006.
2008 wechselte Vande Velde zum Team Garmin-Cervélo. Dort eroberte er bei der ersten großen Rundfahrt des Teams, dem Giro d’Italia 2008, das Maglia Rosa, nachdem das Team die erste Etappe, ein Mannschaftszeitfahren, gewonnen hatte. Auch bei der Tour de France im selben Jahr zeigte er eine starke Leistung und wurde Vierter im Gesamtklassement. Er beendete die Saison mit dem Gewinn der Tour of Missouri. Im Jahr 2009 beendete er die Tour de France trotz Helferdiensten für seinen Kapitän Bradley Wiggins als Achter. Das Jahr 2010 verlief für Vande Velde mehr als unglücklich, da er sowohl den Giro, als auch die Tour, jeweils frühzeitig mit schweren Sturzverletzungen aufgeben musste, worauf er zwischenzeitlich seine Karriere beenden wollte.
In der Saison 2011 startete Vande Velde anstatt wie die Jahre zuvor beim Giro d’Italia bei der Kalifornien-Rundfahrt, die er auf dem vierten Rang abschloss. Bei der Tour de France 2011 unterstützte Vande Velde Thomas Danielson, nachdem er selbst durch Stürze viel Zeit verloren hatte. Danielson wurde Achter und das Team gewann die Mannschaftswertung. Vande Velde belegte den 17. Gesamtrang.
Vande Velde wurde nach einem Geständnis wegen seiner Beteiligung am Dopingssystem des US-Postal-Teams von der US-Antidopingagentur USADA mit Wirkung ab dem 9. September 2012 für sechs Monate gesperrt und seine Resultate in der Zeit vom 4. Juni 2004 bis 30. April 2006 aberkannt. Er akzeptierte die Entscheidung.
Ende der Saison 2013 beendete Vande Velde seine Karriere als Berufsradfahrer, nachdem er den Giro d’Italia auf Platz 110 beendete und die Tour de France auf der 7. Etappe nach einem Sturz aufgab. Seit 2014 ist er als Tour-de-France-Experte für den TV-Sender NBC tätig. Zudem übernahm er die Vertretung der amerikanischen Radprofis in der Fahrergewerkschaft CPA.

## Familie
Christian Vande Veldes Vater John nahm 1968 und 1972 an den olympischen Radwettbewerben teil und war später Mitglied der Bahnradsport-Kommission der UCI.

## Erfolge
1999
- Redlands Bicycle Classics

2002
- eine Etappe Katalonien-Rundfahrt (Mannschaftszeitfahren)

2005
- Bergwertung ENECO Tour[4]

2006
- Luxemburg-Rundfahrt

2008
- eine Etappe Circuit de la Sarthe
- Mannschaftszeitfahren Tour de Georgia
- Mannschaftszeitfahren Giro d’Italia
- Tour of Missouri und eine Etappe

2009
- eine Etappe Paris–Nizza

2011
- Mannschaftszeitfahren Tour de France

2012
- Mannschaftszeitfahren Giro d’Italia
- Mannschaftszeitfahren Tour of Utah
- USA Pro Cycling Challenge

## Grand-Tour-Platzierungen
| Grand Tour            | 1998 | 1999 | 2000 | 2001 | 2002 | 2003 | 2004 | 2005 | 2006 | 2007 | 2008 | 2009 | 2010 | 2011 | 2012 | 2013 |
| --------------------- | ---- | ---- | ---- | ---- | ---- | ---- | ---- | ---- | ---- | ---- | ---- | ---- | ---- | ---- | ---- | ---- |
| Giro d’ItaliaGiro     | –    | –    | –    | –    | –    | –    | –    | 114  | –    | –    | 52   | DNF  | DNF  | –    | 22   | 110  |
| Tour de FranceTour    | –    | 85   | –    | DNF  | –    | –    | 56   | –    | 22   | 24   | 4    | 7    | DNF  | 16   | 60   | DNF  |
| Vuelta a EspañaVuelta | 90   | –    | –    | –    | 25   | –    | –    | 31   | –    | 39   | –    | –    | 58   | –    | –    | –    |

Die Platzierungen der Jahre 2004 und 2005 wurden aberkannt.

## Teams
- 1998–2003: US Postal Service Pro Cycling Team
- 2004: Liberty Seguros
- 2005–2007: Team CSC
- 2008–2013: Garmin